# Orle Turniczki
Die Orle Turniczki sind ein Gipfelpaar in der Hohen Tatra mit den Gipfeln Wielka Orla Turniczka und Mała Orla Turniczka im Massiv Buczynowe Turnie mit einer Höhe von 2162 m n.p.m. und liegen in Polen in der Woiwodschaft Kleinpolen im Landkreis Powiat Tatrzański. Der Westhang gehört zur Gemeinde Poronin (Ortsteil Murzasichle) und der Osthang zur Gemeinde Bukowina Tatrzańska (Ortsteil Brzegi). Über seinen Gipfel führt der Höhenweg Orla Perć.

## Lage und Umgebung
Unterhalb des Gipfels liegen zwei Täler, die Dolina Buczynowa im Osten und die Dolina Pańszczyca. 
Vom Gipfel der Skrajny Granat werden die Orle Turniczki durch den Bergpass Granacka Przełęcz getrennt und von dem Gipfel Orla Baszta durch den Bergpass Orla Przełączka Niżnia.

## Etymologie
Der Name Orle Turniczki lässt sich als Adlertürmchen übersetzen.

## Tourismus
Wanderer, die sich auf den Höhenweg Orla Perć wagen, müssen über den Gipfel gehen. 

### Routen zum Gipfel
Auf den Gipfel führt ein Höhenweg: 
- ▬ Der rot markierte Höhenweg Orla Perć vom Bergpass Zawrat über den Gipfel auf den Bergpass Krzyżne. Als Ausgangspunkt für eine Besteigung des Höhenwegs eignen sich die Berghütten Schronisko PTTK Murowaniec sowie Schronisko PTTK w Dolinie Pięciu Stawów Polskich.

## Belege
- Zofia Radwańska-Paryska, Witold Henryk Paryski: Wielka encyklopedia tatrzańska. Poronin, Wyd. Górskie, 2004, ISBN 83-7104-009-1.
- Tatry Wysokie słowackie i polskie. Mapa turystyczna 1:25.000, Warszawa, 2005/06, Polkart, ISBN 83-87873-26-8.